# فرانسوا پتی
فرانسوا پُتی فرانسوی: François Petit‎؛ زادهٔ (۸ نوامبر ۱۹۵۱) هنرپیشه اهل فرانسه است. او بیشتر به خاطر حضور در نقش ساب-زیرو در مورتال کامبت شناخته می شود.
از فیلم‌ها یا برنامه‌های تلویزیونی که وی در آن نقش داشته‌است می‌توان به مورتال کامبت اشاره کرد.